# Jacek Bętkowski (1763–1839)
Jacek Bętkowski herbu Topór (ur. w 1763, zm. 16 listopada 1839 w majątku Ułęż) – szambelan Stanisława Augusta Poniatowskiego w 1789 roku, sekretarz królewski w 1781 roku, marszałek powiatu żelechowskiego, sędzia ziemiański stężycki, sędzia pokoju powiatu żelechowskiego.

## Życiorys
Syn Łukasza starosty stężyckiego i Salomei Rostworowskiej, żonaty z Eleonorą z Łubów.
Był komisarzem Sejmu Czteroletniego z ziemi stężyckiej województwa sandomierskiego do szacowania intrat dóbr ziemskich w 1789 roku. Poseł na Sejm Królestwa Kongresowego z powiatu żelechowskiego województwa podlaskiego w 1818 i 1820 roku.
W 1792 roku odznaczony Orderem Świętego Stanisława.